# クリス・ルノー
クリス・ルノー（Chris Renaud, 1966年12月 - ）は、アメリカ合衆国のイラストレーター、映画製作者である。アニメ映画『アイス・エイジ』シリーズのスクラットを主役とした短編『熱血どんぐりハンター!』（2006年）の監督・脚本を務めたことによりアカデミー賞短編アニメ賞にノミネートされた。また彼は『怪盗グルー』シリーズの第1作『怪盗グルーの月泥棒 3D』（2010年）及び『怪盗グルーのミニオン危機一発』（2013年）ではピエール・コフィンと共に監督を務め、後者ではアカデミー賞長編アニメ映画賞にノミネートされた。さらに彼とコフィンはミニオンズのデザインと声も務めた。

## 生い立ちとキャリア
1966年にメリーランド州ボルチモアで生まれ、15歳の時にベスレヘム・スチールで働く父親の転勤のためにペンシルベニア州ベスレヘムに移った。高校時代は学校の年鑑や新聞のアーティストを務め、将来はコミック作家を志望していた。1985年にアレンタウンのパークランド高校を卒業し、1000ドルの奨学金を得てバウム芸術学校に通った。
1989年にイラストレーションの学位を得てシラキュース大学を卒業後、スポーツエンターテインメント業界でグラフィックデザイナーの仕事を始めた。彼はNFLプロパティズ、NBA、フット・ロッカーのロゴやマスコットを作成した。様々な出版物や代理店のデザイナーやイラストレーターとして働いた後に彼はコミック本を描き始めた。マーベル・コミックとDCコミックスの両方で働いていた彼はマーベルの『Starfleet Academy』のイラストを担当したり、DCにゴッサム・シティが地震で壊滅する『Batman: Cataclysm』のストーリーコンセプトを売り込んだ。
彼はディズニーチャンネルの『ザ・ブック・オブ・プー』のプロダクションデザインを務め、子供向けテレビ番組の世界へと移った。
彼はブルースカイ・スタジオの『ロボッツ』、『アイス・エイジ2』、『ホートン/ふしぎな世界のダレダーレ』でストーリーボードアーティストとして働いた。2006年には短編アニメ『熱血どんぐりハンター!』では監督・共同監督を務め、アカデミー賞短編アニメ賞にノミネートされた。
ルノーはイルミネーション・エンターテインメントで働くためにフランスのパリに移った。『怪盗グルーの月泥棒 3D』（2010年）の監督中、彼はパートナーのピエール・コフィンと共にグルーの子分であるミニオンを構想した。彼はイルミネーションと4作品の契約をかわしており、『怪盗グルーの月泥棒 3D』の他、『ロラックスおじさんの秘密の種』（2012年）、『怪盗グルーのミニオン危機一発』（2013年）、『ペット』（2016年）を監督した。『怪盗グルー』シリーズ第3作『怪盗グルーのミニオン大脱走』（2017年）では製作総指揮としてクレジットされた。

## 私生活
2008-2009年頃に妻と2人の子供と共にフランスのパリに移住した。

## 主なフィルモグラフィ

### 映画
| 年   | 作品                                                                | 役名                                           | クレジット                   | 備考 |
| ---- | ------------------------------------------------------------------- | ---------------------------------------------- | ---------------------------- | ---- |
| 2005 | ロボッツ Robots                                                     | N/A                                            | ストーリーボードアーティスト |      |
| 2006 | アイス・エイジ2 Ice Age: The Meltdown                               | N/A                                            | ストーリーボードアーティスト |      |
| 2006 | 熱血どんぐりハンター! No Time for Nuts                              | N/A                                            | 監督・脚本                   | 短編 |
| 2008 | ホートン/ふしぎな世界のダレダーレ Horton Hears a Who!               | N/A                                            | ストーリーボードアーティスト |      |
| 2009 | アイス・エイジ3/ティラノのおとしもの Ice Age: Dawn of the Dinosaurs | N/A                                            | ストーリーボードアーティスト |      |
| 2010 | 怪盗グルーの月泥棒 3D Despicable Me                                 | Dave the Minion                                | 監督                         |      |
| 2012 | ロラックスおじさんの秘密の種 Dr. Seuss' The Lorax                   | Forest Animals                                 | カイル・バルダと共同監督     |      |
| 2013 | 怪盗グルーのミニオン危機一発 Despicable Me 2                        | Additional Minions Evil Minions Italian Waiter | 監督                         |      |
| 2015 | ミニオンズ Minions                                                  | N/A                                            | 製作総指揮                   |      |
| 2016 | ペット The Secret Life of Pets                                      | ノーマン                                       | 監督                         |      |
| 2016 | SING/シング Sing                                                    | Additional voices                              | N/A                          |      |
| 2017 | 怪盗グルーのミニオン大脱走 Despicable Me 3                          | N/A                                            | 製作総指揮                   |      |
| 2018 | グリンチ The Grinch                                                 | N/A                                            | 製作総指揮                   |      |
| 2019 | ペット2 The Secret Life of Pets 2                                   | ノーマン                                       | 監督                         |      |

### テレビ
| 年        | 作品                                                            | クレジット                                                |
| --------- | --------------------------------------------------------------- | --------------------------------------------------------- |
| 2001-2004 | ザ・ブック・オブ・プー The Book of Pooh                         | デジタルセットアートディレクター プロダクションデザイナー |
| 2006      | ノック! ノック! ようこそベアーハウス Bear in the Big Blue House | グラフィックデザイナー                                    |
| 2006      | It's a Big Big World                                            | キャラクターデザイナー プロダクションデザイナー           |

## 受賞とノミネート
| 賞               | 年   | 部門             | 作品名                       | 結果       |
| ---------------- | ---- | ---------------- | ---------------------------- | ---------- |
| アカデミー賞     | 2006 | 短編アニメ賞     | 熱血どんぐりハンター!        | ノミネート |
| アカデミー賞     | 2013 | 長編アニメ映画賞 | 怪盗グルーのミニオン危機一発 | ノミネート |
| 英国アカデミー賞 | 2013 | アニメ映画賞     | 怪盗グルーのミニオン危機一発 | ノミネート |